# Chebalino
Chebalino (Шебалино) est un village de l'ouest de la république de l'Altaï en fédération de Russie qui est le chef-lieu administratif du raïon de Chebalino et de la commune rurale du même nom (qui comprend outre Chebalino deux autres villages). Il avait 4 685 habitants en 2021.

## Géographie

### Situation
Le village se trouve sur à proximité de la route R256 qui va de Novossibirsk en Mongolie en passant par Gorno-Altaïsk, capitale de la république de l'Altaï, située à 80 kilomètres de Chebalino, où se trouve un aéroport. La gare de chemin de fer la plus proche se trouve à 200 kilomètres à Biïsk.
Chebalino est la dernière localité d'importance avant d'arriver au col de la Séma (1 717 mètres d'altitude), à 30 kilomètres au sud.

### Localités limitrophes
Le village le plus proche est Dektiek à 4 km au sud-ouest. Koumalyr est à 9 km au sud, Verkh-Apchouïakhata à 16 km au sud-est et Abraïta à 6 km au nord-ouest.
| Abraïta |           |                     |
|         | Chebalino |                     |
| Dektiek | Koumalyr  | Verkh-Apchouïakhata |

## Histoire

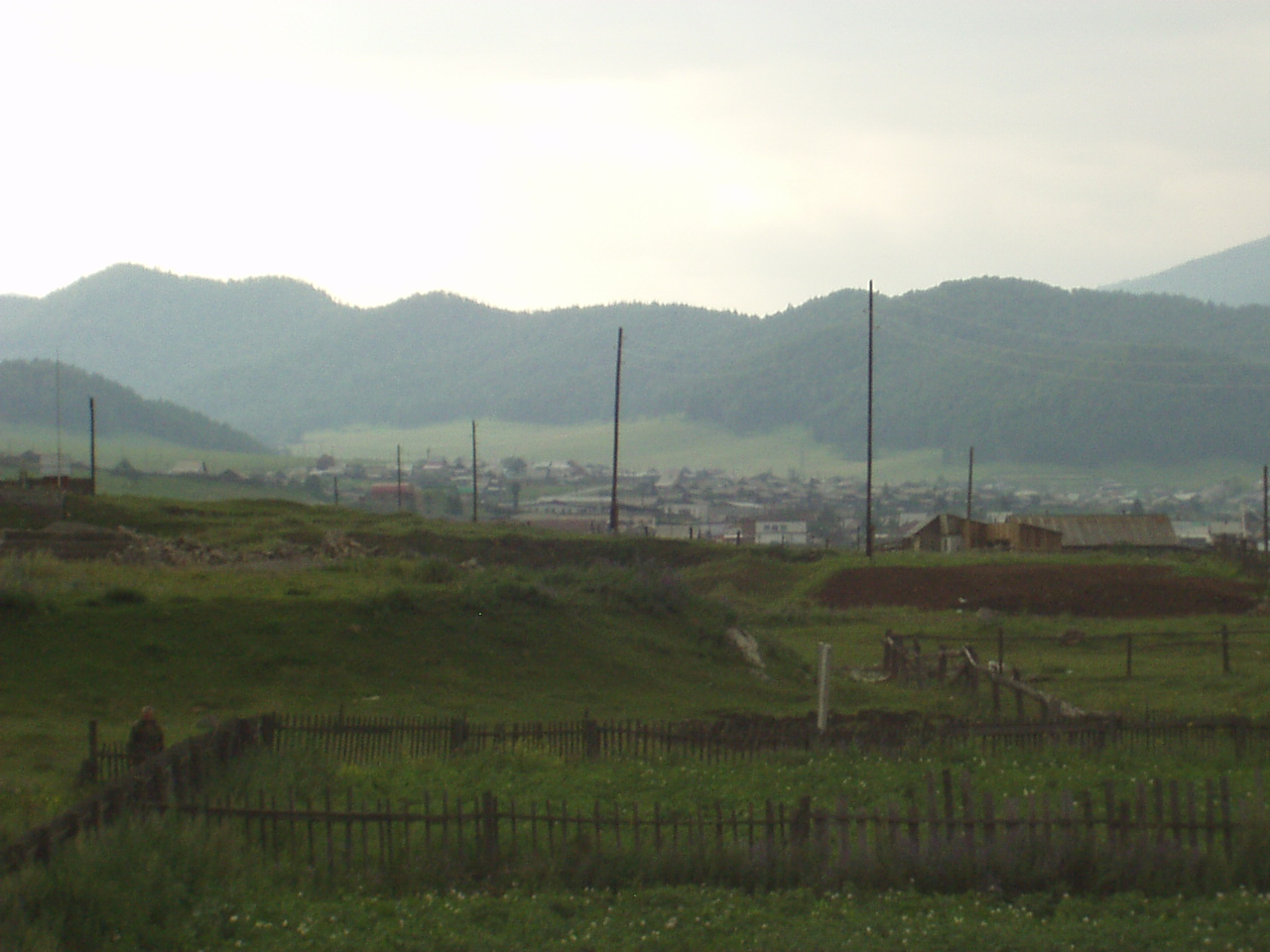
Panorama du village

Le village de Chébalino a été fondé en 1833 et les premiers colons russes à s'y installer l'ont été en 1860. Le 29 décembre 1917, un soviet de députés paysans et soldats est élu et une assemblée générale des habitants choisit le 1er janvier suivant de donner les pleins pouvoirs à ce soviet local. Plus tard le village met sur pied l'une des premières brigades paysannes de la garde rouge dans l'Altaï. Il devient en 1920 le chef-lieu administratif du raïon (c'est-à-dire district) d'Ongoudaï-Chébalino. Le village compte 1 384 habitants en 1926.

## Culture
Le village comprend un petit musée consacré à la mémoire locale, notamment aux événements de la Première Guerre mondiale et de la Révolution d'Octobre, et au peuple altaï, ainsi qu'à la chasse au cerf élaphe.
L'église orthodoxe du village dédiée à l'Assomption a été sacralisée en 1993.

## Démographie
Recensements (*) et estimations de la population,:
| 1939* | 1959* | 1970* | 1979* | 1989* | 2002* | 2010* | 2012  |
| ----- | ----- | ----- | ----- | ----- | ----- | ----- | ----- |
| 2 636 | 3 689 | 4 103 | 4 215 | 4 974 | 4 912 | 4 924 | 4 939 |

| 2013  | 2014  | 2015  | 2016  | 2021* | - | - | - |
| ----- | ----- | ----- | ----- | ----- | - | - | - |
| 4 973 | 5 011 | 5 094 | 5 185 | 4 685 | - | - | - |